# Yehud (provincia babilónica)
Yehud (en paleohebreo:Yhd (𐤉𐤄𐤃) ; hebreo: יהוד Yhwd) fue una provincia del Imperio neobabilónico establecida en los antiguos territorios del Reino de Judá, que fue destruido por los babilonios después de la invasión acaecida en 587/6 a. C. Existió primero como una división administrativa del Imperio neobabilónico bajo Godolías. Después del colapso del Imperio neobabilónico en 539 a. C., la provincia fue absorbida por el Imperio persa aqueménida como una región judía autónoma llamada Yehud Medinata .

## Antecedentes
A finales del siglo VII a. C., Judá se convirtió en un reino vasallo del Imperio neobabilónico; sin embargo, había facciones rivales en la corte de Jerusalén, algunas apoyando la lealtad a Babilonia, otras instando a la rebelión. En los primeros años del siglo VI, a pesar de las fuertes protestas del profeta Jeremías y otros, el rey Sedecías se rebeló contra Nabucodonosor y se alió con el faraón Apries de Egipto. La revuelta fracasó y en 597 a. C. muchos judíos, incluido el profeta Ezequiel, fueron exiliados a Babilonia. Unos pocos años más tarde, Judá se rebeló una vez más. En 589, Nabucodonosor volvió a sitiar Jerusalén, y muchos judíos huyeron a Moab, Amón, Edom y otros países para buscar refugio. La ciudad cayó después de un asedio de dieciocho meses y Nabucodonosor nuevamente saqueó y destruyó Jerusalén y quemó el Templo. Así, para el año 586 a. C., gran parte de Judá estaba devastada, la familia real, el sacerdocio y los escribas  -la élite del país- fueron exiliados en Babilonia, y gran parte de la población aún se encontraba en los países vecinos. El antiguo reino sufrió un fuerte declive tanto económico como poblacional.

## Historia

### Era babilónica (587–539 a.C.)

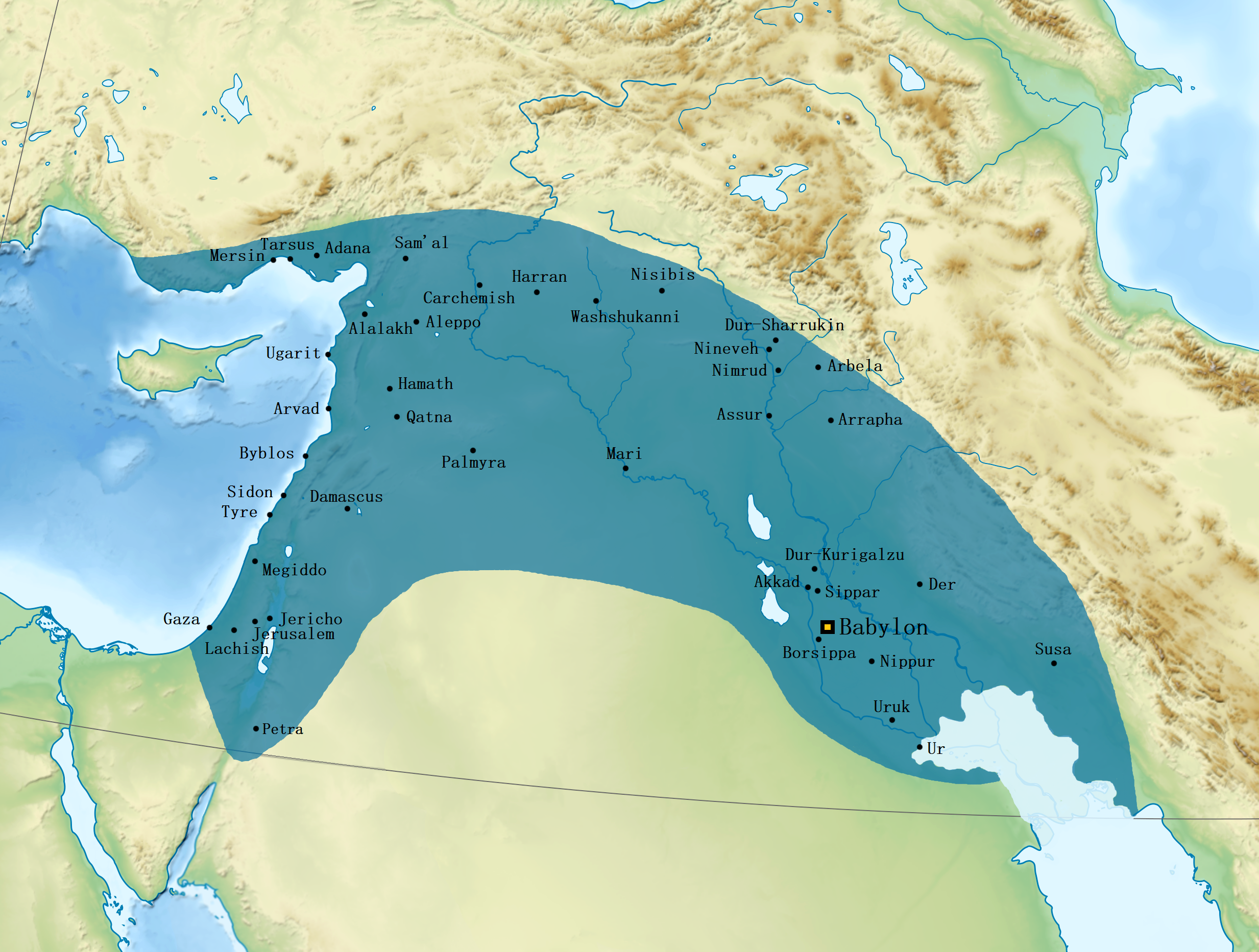
Imperio neobabilónico bajo Nabucodonosor II nótese que la región de Judá esta anexado al imperio.

El antiguo reino de Judá luego se convirtió en una provincia babilónica, con Godolías, un judío nativo pero no de la dinastía real davídica, como gobernador. Según Miller y Hayes, la provincia incluía los pueblos de Bethel en el norte, Mizpa, Jericó en el este, Jerusalén, Beth-Zur en el oeste y Ein-Guedi en el sur. El centro administrativo de la provincia era Mizpa y no Jerusalén. Al enterarse del nombramiento, los judíos que se habían refugiado en los países vecinos regresaron a Judá.

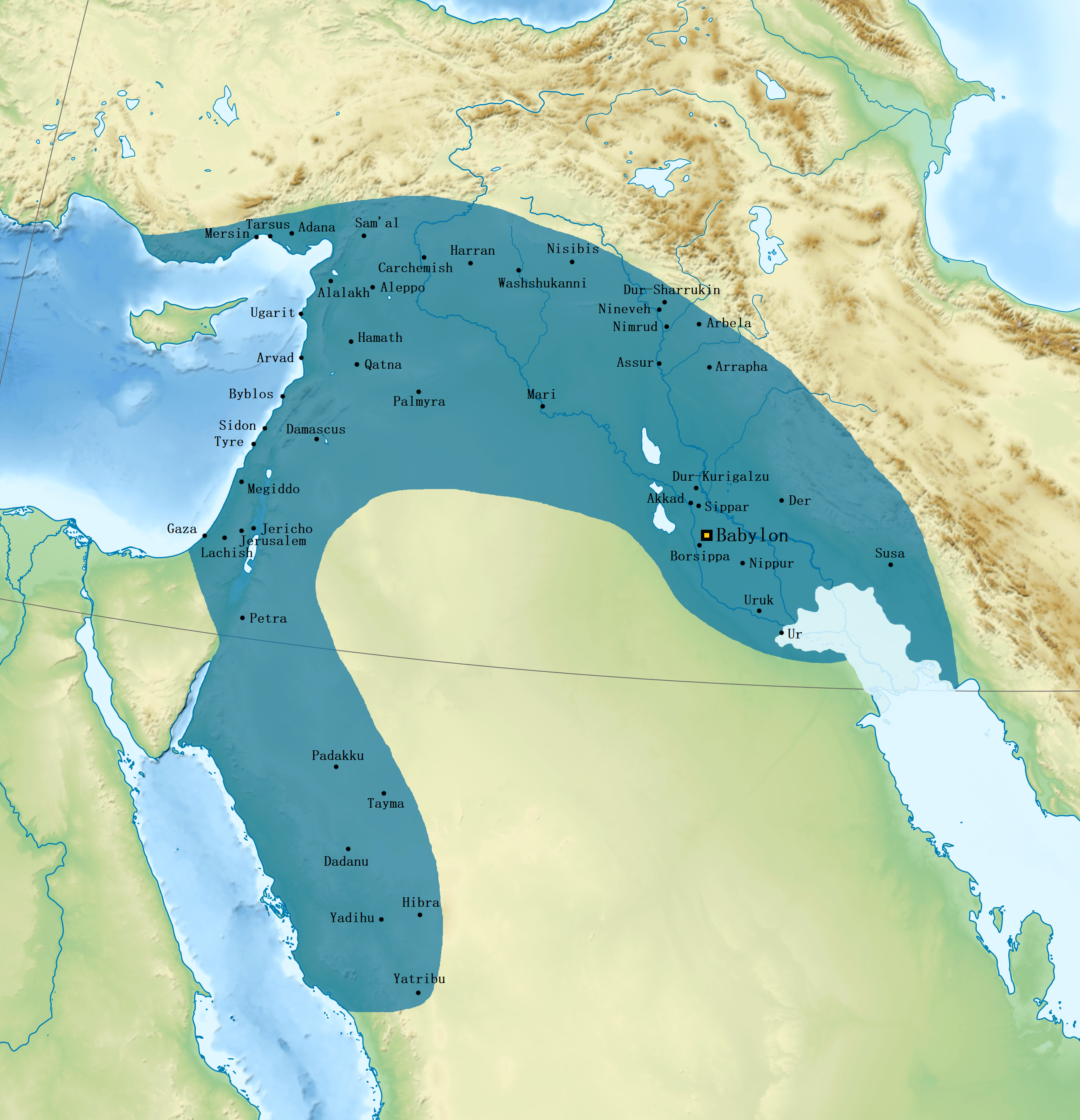
Imperio neobabilónico bajo el rey Nabonido.

Sin embargo, Godolías fue asesinado por un miembro de la antigua casa real y la guarnición babilónica fue asesinada, lo que provocó un movimiento masivo de refugiados a Egipto. En Egipto, los refugiados se establecieron en Migdol, Tafnes, Menfis y la región del sur, y Jeremías fue con ellos como su líder moral.
Aunque las fechas no están claras en la Biblia, esto probablemente sucedió alrededor del 582/1 a. C. unos cuatro o cinco años y tres meses después de la destrucción de Jerusalén y el Primer Templo en 586 a. C.

## Demografía
Los números de deportados a Babilonia o que se dirigieron a Egipto, y el remanente que permaneció en la provincia de Yehud y en los países vecinos, están sujeto a debate entre académicos. El Libro de Jeremías informa que un total de 4.600 judíos fueron exiliados a Babilonia. A estos números hay que añadir los deportados por Nabucodonosor en 597 a. C. tras el primer asedio a Jerusalén, cuando deportó al rey de Judá, Jeconías, y su corte y otros ciudadanos y artesanos prominentes, totalizando aproximadamente 10.000, junto con una parte de la población de Judá, que supondrían unos 7.000, según el Libro de los Reyes. Israel Finkelstein, un destacado arqueólogo, sugiere que los 4.600 representaban a los cabezas de familia y 8.000 era el total, mientras que 10.000 es un redondeo hacia arriba del segundo número. Jeremías también insinúa que un número equivalente pudo haber huido a Egipto. Considerando esto, Finkelstein sugiere que 3/4 de la población de Judá se había quedado.
En su examen de la evidencia arqueológica para la demografía de Yehud durante el siglo VI a. C., el arqueólogo Avraham Faust afirma que entre las deportaciones y ejecuciones provocadas por los babilonios, más las hambrunas y epidemias acaecidas en el transcurso de la guerra, la población de Judá quedó reducida a apenas un 10% de la que había tenido en el tiempo anterior a las deportaciones.